# Vlag van de Pitcairneilanden

Vlag van de Pitcairneilanden

De vlag van de Pitcairneilanden werd  op 2 april 1984 door koningin Elizabeth II aangenomen en is een blauw Brits vaandel, dus een blauwe vlag met in het kanton de Britse vlag. Aan de rechterkant van de vlag, de zogenaamde vlucht, staat het wapen van het territorium. Het wapen toont bladeren van een lokale strandpopulier en een kruiwagen, alsmede het anker en de bijbel van HMS Bounty. De bevolking van Pitcairn stamt namelijk rechtstreeks af van muiters van dit schip en door hen gevangengenomen Tahitianen.

## Vlag van de gouverneur van de Pitcairneilanden

Vlag van de gouverneur van de Pitcairneilanden

De gouverneur van de Pitcairneilanden heeft een eigen vlag, gebaseerd op de Union Flag: